# أولاد مسعود الزراولة (زاوية سايس)
أولاد مسعود الزراولة هي إحدى مشيخات المملكة المغربية، تتبع جغرافيا لإقليم الجديدة وإداريًا لزاوية سايس. يقدر عدد سكانها بـ 6708 نسمة حسب الإحصاء الرسمي للسكان والسكنى لسنة 2004.